# Lilium dauricum

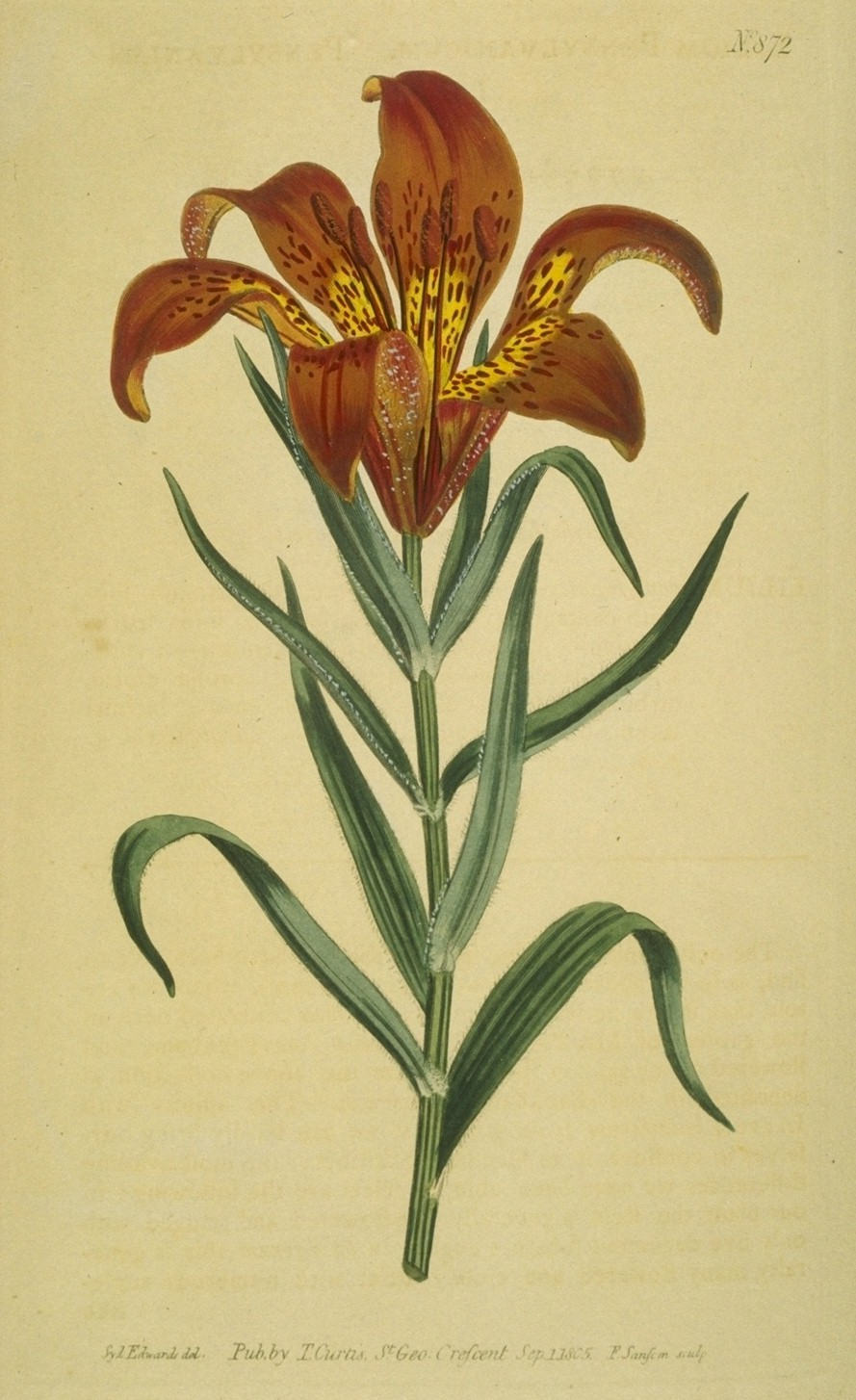
Lilium dauricum
(L. pensylvanicum) (ilustração).

Lilium dauricum (em chinês: 毛百合) é uma espécie de planta com flor sem perfume, pertencente à família Liliaceae.
A planta é nativa do Japão, Coreia, Mongólia, Rússia e China e floresce a uma altitude de 400-1 500 metros